# Chiesa di San Michele Arcangelo (Breggia)
La chiesa di San Michele arcangelo è un edificio religioso che si trova a Sagno, frazione di Breggia in Canton Ticino.

## Storia
La costruzione viene citata per la prima volta in documenti storici risalenti al 1330, anche se sicuramente l'origine dell'edificio è più antica. Il Campanile ad esempio risale al XII secolo e solo nel XVI venne rimaneggiato e rialzato. Nel corso dei secoli ha subito diversi rifacimenti e ricostruzioni.

## Descrizione
La chiesa si presenta con una pianta ad unica navata, sormontata da una volta a botte. È presente anche un piccolo transetto ed un coro di forma poligonale.